# Jean Zundel Eichiski
Jean Zundel Eichiski (né à Szczuczyn en Pologne le 14 avril 1903 et mort à Choisy-le-Roi le 13 avril 1983) est un rabbin français d'origine polonaise du XXe siècle, rabbin de Lunéville (Meurthe-et-Moselle), puis rabbin de Thann (Haut-Rhin), ensuite rabbin de Grenoble (Isère) et enfin rabbin à Paris. Il est aumônier militaire de l'armée de l'air.

## Éléments biographiques
Jean Zundel Eichiski est né en Pologne en 1903. Il étudie au Séminaire israélite de France (SIF) de 1922 à 1927.
Il devient successivement rabbin de Lunéville (Meurthe-et-Moselle), rabbin de Thann (Haut-Rhin), rabbin de Grenoble (Isère) et rabbin à Paris.
Il est aumônier militaire de l'armée de l'air jusqu'en 1966.
Réfugié durant la guerre à Grenoble , puis caché dans un village de l’oisans sous le nom de jean nassier de naxos, où il participe à la résistance au sein du maquis de l’oisans(dirigé par André lespiau dit « lanvin «)
Après la guerre, il est aumônier dans la Zone d'occupation française en Allemagne, et en Autriche.
Sa bibliothèque personnelle d'avant la guerre comprenait 3000 volumes en hébreu, français et langues diverses, la collection complète de la Revue des études juives, des encyclopédies et une collection complète de la plupart des théologiens juifs (en hébreu,).

## Œuvres
- Jean Zudel Eichiski, Tableaux auxiliaires pour l'étude de l'histoire sainte : Programme et plan d'études à l'usage de la jeunesse israélite. Livre du maître et manuel de l'élève. Préfaces des rabbins René Hirschler, Abraham Deutsch, Ernest Weill et Nathan Netter, Paris, 1940[9].